# Pšenik
Pšenik är en ort i Bosnien och Hercegovina.   Den ligger i entiteten Federationen Bosnien och Hercegovina, i den centrala delen av landet, 100 km nordväst om huvudstaden Sarajevo. Pšenik ligger 490 meter över havet och antalet invånare är 341.
Terrängen runt Pšenik är kuperad åt nordväst, men åt sydost är den bergig. Pšenik ligger nere i en dal. Närmaste större samhälle är Divičani, 3,3 km öster om Pšenik. 
Omgivningarna runt Pšenik är en mosaik av jordbruksmark och naturlig växtlighet. Runt Pšenik är det ganska tätbefolkat, med 93 invånare per kvadratkilometer.